# Gouvernement Pujol I
Généralité de Catalogne
Tarradellas Pujol II
Le gouvernement Pujol I (en catalan : Govern Pujol (1)) est le gouvernement de la généralité de Catalogne entre le 8 mai 1980 et le 18 juin 1984, sous la Ire législature du Parlement.

## Historique du mandat
Ce gouvernement est dirigé par le nouveau président de la Généralité nationaliste et libéral, Jordi Pujol. Il est constitué par une coalition entre la Convergence démocratique de Catalogne (CDC) et l'Union démocratique de Catalogne (UDC), baptisée « Convergence et Union » (CiU). Ensemble, ces deux partis disposent de 43 députés sur 135, soit 31,9 % des sièges du Parlement.
Il est formé à la suite des élections parlementaires du 20 mars 1980.
Il succède donc au gouvernement provisoire de Josep Tarradellas, formé en décembre 1977 et constitué par la Gauche républicaine de Catalogne (ERC), la Convergence démocratique, l'Union démocratique, le Parti des socialistes de Catalogne (PSC) et le Parti socialiste unifié de Catalogne (PSUC).

### Formation
Lors du scrutin parlementaire, Convergence et Union remporte la majorité relative, prenant au Parti socialiste son statut de première force politique de Catalogne. La percée de la Gauche républicaine laisse entrevoir la possibilité de former une majorité absolue nationaliste, bien plus probable qu'une éventuelle union des gauche ou alliance de centre droit,.
Lors de la séance d'installation de la législature, le 10 avril, le député de la Gauche républicaine, Heribert Barrera, est élu président du Parlement par 108 voix favorables. Une semaine plus tard, celui-ci désigne Jordi Pujol candidat à la présidence de la généralité de Catalogne. Lors du premier scrutin du vote d'investiture, organisé le 22 avril, le candidat reçoit seulement les 43 voix favorables de son groupe parlementaire, face à 59 votes contre, principalement du Parti des socialistes et du Parti socialiste unifié, et 31 abstentions, provenant de l'Union du centre démocratique et de la Gauche républicaine.
Lors du second tour, convoqué le 24 avril, Jordi Pujol est investi président de la Généralité par 75 voix pour et 59 contre, ayant bénéficié du ralliement de l'Union du centre démocratique et de la Gauche républicaine. Il prête serment le 8 mai devant le ministre de l'Administration territoriale, José Pedro Pérez-Llorca, et le président du Sénat, Cecilio Valverde. L'ensemble de son gouvernement est assermenté devant lui le lendemain.

### Évolution
Le président de l'exécutif procède, le 25 août 1982, à un léger remaniement gouvernemental, qui affecte deux départements : celui de la Justice, où Ignasi de Gispert cède ses fonctions à Agustí Bassols pour des raisons d'âge et de santé ; et celui de la Gouvernance, que Joan Vidal laisse entre les mains du porte-parole du groupe CiU au Parlement, Macià Alavedra.
À la suite de son élection au Congrès des députés lors du scrutin anticipé du 28 octobre 1982, le conseiller à l'Économie et aux Finances, Ramon Trias, est contraint de remettre sa démission pour cause d'incompatibilité. Le 11 novembre, Jordi Pujol indique qu'il sera remplacé par Jordi Planasdemunt, directeur du Trésor et du Patrimoine du département. Il entre en fonction huit jours plus tard, après la publication de son décret de nomination au Journal officiel. Celui-ci remet à son tour sa démission, en raison de désaccords sur une réorganisation interne à l'administration gouvernementale, le 6 juin 1983. Il est remplacé, trois jours plus tard, par le conseiller à la Politique territoriale, Josep Maria Cullell, à qui succède le 16 juin Xavier Bigatà.

### Succession
Au cours des élections parlementaires du 29 avril 1984, Convergence et Union s'arroge la majorité absolue des sièges. Le 30 mai suivant, Jordi Pujol est réélu pour un second mandat de quatre ans par 87 voix favorables, ayant agrégé à ses 72 députés les 11 issus d'Alliance populaire (AP) et les quatre de la Gauche républicaine. Il est assermenté le 18 juin suivant.

## Composition

### Initiale (8 mai 1980)
| Poste                                                                                       | Titulaire | Titulaire                   | Parti |
| ------------------------------------------------------------------------------------------- | --------- | --------------------------- | ----- |
| Président de la Généralité                                                                  |           | Jordi Pujol i Soley         | CDC   |
| Conseiller adjoint à la Présidence                                                          |           | Miquel Coll i Alentorn      | UDC   |
| Conseiller à la Gouvernance                                                                 |           | Joan Vidal i Gayolà         | CDC   |
| Conseiller à la Justice                                                                     |           | Ignasi de Gispert i Jordà   | UDC   |
| Conseiller à l'Industrie et à l'Énergie                                                     |           | Vicenç Oller i Company      | CDC   |
| Conseiller à l'Enseignement                                                                 |           | Joan Guitart i Agell        | CDC   |
| Conseiller à la Culture et aux Moyens de communication Conseiller à la Culture (05/07/1982) |           | Max Cahner i Garcia         | Sans  |
| Conseiller à l'Économie et aux Finances                                                     |           | Ramon Trias Fargas          | CDC   |
| Conseiller à la Politique territoriale et aux Travaux publics                               |           | Josep Maria Cullell i Nadal | CDC   |
| Conseiller à la Santé et à la Sécurité sociale                                              |           | Josep Laporte i Salas       | CDC   |
| Conseiller au Commerce et au Tourisme                                                       |           | Francesc Sanuy i Gistau     | Sans  |
| Conseiller à l'Agriculture, à l'Élevage et à la Pêche                                       |           | Agustí Carol i Foix         | CDC   |
| Conseiller au Travail                                                                       |           | Joan Rigol i Roig           | UDC   |

### Remaniement du 24 août 1982
- Les nouveaux conseillers sont indiqués en gras, ceux ayant changé d'attributions le sont en italique.

| Poste                                                         | Titulaire | Titulaire | Parti |
| ------------------------------------------------------------- | --------- | --- | ----- |
| Président de la Généralité                                    |           | Jordi Pujol i Soley | CDC   |
| Conseiller adjoint à la Présidence                            |           | Miquel Coll i Alentorn                                                                                                 | UDC   |
| Conseiller à la Gouvernance                                   |           | Macià Alavedra i Moner                                                                                                 | CDC   |
| Conseiller à la Justice                                       |           | Agustí Bassols i Parés                                                                                                 | UDC   |
| Conseiller à l'Industrie et à l'Énergie                       |           | Vicenç Oller i Company                                                                                                 | CDC   |
| Conseiller à l'Enseignement                                   |           | Joan Guitart i Agell                                                                                                   | CDC   |
| Conseiller à la Culture                                       |           | Max Cahner i Garcia | Sans  |
| Conseiller à l'Économie et aux Finances                       |           | Ramon Trias Fargas (jusqu'au 19/11/1982) Jordi Planasdemunt i Gubert (jusqu'au 09/06/1983) Josep Maria Cullell i Nadal | CDC   |
| Conseiller à la Politique territoriale et aux Travaux publics |           | Josep Maria Cullell i Nadal (jusqu'au 16/06/1983) Xavier Bigatà i Ribé                                                 | CDC   |
| Conseiller à la Santé et à la Sécurité sociale                |           | Josep Laporte i Salas                                                                                                  | CDC   |
| Conseiller au Commerce et au Tourisme                         |           | Francesc Sanuy i Gistau                                                                                                | Sans  |
| Conseiller à l'Agriculture, à l'Élevage et à la Pêche         |           | Agustí Carol i Foix | CDC   |
| Conseiller au Travail                                         |           | Joan Rigol i Roig | UDC   |